# Oberto Spinola
Oberto Spinola (Genova, ... – Genova, ...; fl. XIII-XIV secolo) è stato un politico italiano del XIII secolo-XIV secolo.

## Biografia
Insieme a Oberto Doria, anch'egli della fazione ghibellina genovese come la famiglia Spinola, nel 1270 instaurò una diarchia ventennale (la diarchia dei due Oberti) per governare la Repubblica di Genova in qualità di consoli. Suo figlio Corrado combatté alla battaglia della Meloria che distrusse la potenza di Pisa.
Nel 1275 ricoprì l'incarico di capitano del popolo ad Asti ed è possibile che abbia partecipato alla battaglia di Roccavione, combattuta nello stesso anno, che segnò la definitiva sconfitta del partito guelfo-angioino nel sud del Piemonte. Di certo diresse i lavori per la costruzione del Sancti Damiani Oppidum (oggi San Damiano d'Asti), la villa nova fatta erigere dagli astigiani al posto della rivale e distrutta Astixio.
Insieme all'altro diarca, nel 1291 fece edificare il primo nucleo del Palazzo Ducale di Genova.